# Ściegna (Łomno)
Ściegna – część wsi Łomno w Polsce, położona w województwie świętokrzyskim, w powiecie starachowickim, w gminie Pawłów.
W latach 1975–1998 Ściegna administracyjnie należała do województwa kieleckiego.